# Společenství amatérských spisovatelů
SASPI.cz, plným názvem Společenství amatérských spisovatelů, je nekomerční literární server umožňující (nejen) amatérským autorům publikaci jak prózy, tak poezie. Server byl spuštěn 1. září 2005. Spoluzakladatelé jsou Filip Kotora (kompletní kódová struktura, nyní jako šéfredaktor) a Matěj Novotný (grafický návrh, prvotní myšlenka). Komunita měla rok po založení cca 2000 příspěvků od 500 autorů.

## Funkce a popis
Cílem projektu saspi je rozvíjet v lidech literární povědomí a jejich chuť do tvůrčího psaní. V tomto směru se jim snaží nabídnout veškeré prostředky (nápomocní redaktoři, workshopy, diskuzní fórum, lekce tvůrčího psaní).
Oproti jiným literárním serverům není příspěvek autora zveřejněn ihned po jeho vložení do systému. Příspěvek se však zařadí do fronty, kde si jej vyzvedne redaktor, který jej zařadí dle žánru, ohodnotí známkou a komentářem. Pokud je redaktorem příspěvek shledán jako nevyhovující, nevkusný nebo pobuřující, není publikován. Redakce Saspi je přístupná dobrovolníkům, kteří splňuji požadovaná kritéria, a nabízí tudíž možnost seberealizace pro literárně zaujaté fanoušky. Všichni noví autoři při své registraci potvrzují souhlas s dodržováním Autorského zákona – že jsou právoplatní duševní vlastníci všech děl, jež budou na serveru zveřejňovat.
Provozovatelé serveru pořádají Mistrovství ČR v tvůrčím psaní. Novinkou je pořádání literárních workshopů - zadá se téma, určí se klíčová slova a autoři se snaží napsat příspěvek domluveného rozsahu. Výsledné práce si pak mezi sebou hodnotí a určují vítěze. Saspi.cz dále svým uživatelům nabízí Literární almanach (jedná se o občasný magazín zabývající se vždy hlavním tématem, doplňkem jsou zdařilá díla registrovaných autorů).
Saspi.cz spolupracuje s literárními servery Mfantasy.cz a Nokturno.cz, dále je partnerem několika literárních akcí a festivalů (Literární Vysočina) a spolupracuje s organizací Kultura Nový Bor, která je tradiční podporou při MS v tvůrčím psaní. Tým Saspi se snaží spolupracovat s malými vydavatelstvími a skutečně nadaným autorům pak nabídnout možnou cestu v jejich případné budoucí literární kariéře.

## Konkurenční literární servery
- Totem
- Písmák
- Literra
- Epika